# Élections sénatoriales de 2008 représentant les Français établis hors de France
Les élections sénatoriales représentant les Français établis hors de France ont eu lieu le dimanche 21 septembre 2008. Elles ont eu pour but d'élire les sénateurs représentant les Français résidant à l'étranger au Sénat pour un mandat de six années.

## Contexte politique
Lors des élections sénatoriales du 27 septembre 1998, quatre sénateurs ont été élus selon un mode de scrutin proportionnel : un divers droite, un PS et deux RPR.

## Rappel des résultats de 1998
| Tête de liste  | Tête de liste        | Liste          | Voix | %      | Sièges |  |
| -------------- | -------------------- | -------------- | ---- | ------ | ------ |  |
|                | Pierre Biarnès       | PS             | 46   | 31,29  | 1      |  |
|                | André Ferrand        | UDF            | 40   | 27,21  | 1      |  |
|                | Robert del Picchia   | RPR            | 31   | 21,09  | 1      |  |
|                | Paulette Brisepierre | RPR            | 30   | 20,41  | 1      |  |
|                | Jean Aillaud         | DVD            | 0    | 0,00   |        |  |
|                |                      |                |      |        |        |  |
| Inscrits       | Inscrits             | Inscrits       | 147  | 100,00 |        |  |
| Abstentions    | Abstentions          | Abstentions    | 0    | 0,00   |        |  |
| Votants        | Votants              | Votants        | 147  | 100,00 |        |  |
| Blancs et nuls | Blancs et nuls       | Blancs et nuls | 0    | 0,00   |        |  |
| Exprimés       | Exprimés             | Exprimés       | 147  | 100,00 |        |  |

## Sénateurs sortants
| Sénateur | Sénateur             | Parti | Fonctions lors de l'élection en 1998 |
| -------- | -------------------- | ----- | ------------------------------------ |
|          | Pierre Biarnès       | MRC   | Sénateur sortant, membre du CSFE     |
|          | André Ferrand        | UMP   | Membre du CSFE                       |
|          | Robert del Picchia   | UMP   | Membre du CSFE                       |
|          | Paulette Brisepierre | UMP   | Sénatrice sortante, membre du CSFE   |

## Présentation des listes et des candidats
Les nouveaux représentants sont élus pour une législature de 6 ans au suffrage universel indirect par les 153 membres de l'Assemblée des Français de l'étranger, réunis au quai d'Orsay. Les sénateurs représentant les Français de l'étranger sont élus au scrutin proportionnel plurinominal. Leur nombre reste inchangé, 4 sénateurs sont à élire et 6 candidats doivent être présentés sur la liste pour qu'elle soit validée. Chaque liste de candidats est obligatoirement paritaire et alterne entre les hommes et les femmes. 5 listes ont été déposées. Elles sont présentées ici dans l'ordre de leur dépôt au secrétariat général de l'Assemblée des Français de l'étranger et comportent l'intitulé figurant aux dossiers de candidature.

### Liste 1:Majorité présidentielle
| N° | Candidats | Candidats                 | Parti | Principale fonction |
| -- | --------- | ------------------------- | ----- | ------------------- |
| 01 |           | Robert del Picchia        | UMP   | Sénateur sortant    |
| 02 |           | Françoise Tetu de Labsade | UMP   |                     |
| 03 |           | André Massida             | UMP   |                     |
| 04 |           | Denise Revers-Haddad      | UMP   |                     |
| 05 |           | Karim Dendene             | UMP   |                     |
| 06 |           | Renée Blandin             | UMP   |                     |

### Liste 2:Majorité présidentielle
| N° | Candidats | Candidats               | Parti | Principale fonction |
| -- | --------- | ----------------------- | ----- | ------------------- |
| 01 |           | Dominique Paillé        | UMP   | Ancien député       |
| 02 |           | Catherine Rechenmann    | UMP   |                     |
| 03 |           | Xavier Desplanques      | UMP   |                     |
| 04 |           | Anne Monseu-Ducarme     | UMP   |                     |
| 05 |           | Marcel Laugel           | UMP   |                     |
| 06 |           | Laurence Azzena-Gougeon | UMP   |                     |

### Liste 3:Majorité présidentielledissidente
| N° | Candidats | Candidats               | Parti | Principale fonction                 |
| -- | --------- | ----------------------- | ----- | ----------------------------------- |
| 01 |           | Christophe-André Frassa | UMP   | Secrétaire général mondial de l'UFE |
| 02 |           | Claire Durand           | UMP   |                                     |
| 03 |           | Guy Savery              | UMP   |                                     |
| 04 |           | Claudine Schmid         | UMP   | Membre de l'AFE                     |
| 05 |           | Paul Clave              | UMP   |                                     |
| 06 |           | Maryse Laurenti         | UMP   |                                     |

### Liste 4:Majorité présidentielle
| N° | Candidats | Candidats           | Parti | Principale fonction |
| -- | --------- | ------------------- | ----- | ------------------- |
| 01 |           | André Ferrand       | UMP   | Sénateur sortant    |
| 02 |           | Françoise Lindemann | UMP   |                     |
| 03 |           | John MacColl        | UMP   |                     |
| 04 |           | Michèle Barbier     | UMP   |                     |
| 05 |           | Gilbert Béraud      | UMP   |                     |
| 06 |           | Nadine Pripp        | UMP   |                     |

### Liste 5:Parti socialiste
| N° | Candidats | Candidats            | Parti | Principale fonction |
| -- | --------- | -------------------- | ----- | ------------------- |
| 01 |           | Claudine Lepage      | PS    | Membre de l'AFE     |
| 02 |           | Jean-Yves Leconte    | PS    | Membre de l'AFE     |
| 03 |           | Anne-Marie Maculan   | PS    |                     |
| 04 |           | Hassan Bahsoun       | PS    |                     |
| 05 |           | Hélène Conway-Mouret | PS    | Membre de l'AFE     |
| 06 |           | Fwad Hasnaoui        | PS    |                     |

## Résultats
| Tête de liste                                                  | Tête de liste                 | Liste                         | Voix  | %     | Sièges |  |
| -------------------------------------------------------------- | ----------------------------- | ----------------------------- | ----- | ----- | ------ |  |
|                                                                | Claudine Lepage               | Parti socialiste              | 47    | 31,13 | 1      |  |
| Français du monde pour un avenir solidaire                     |                               |                               | 47    | 31,13 | 1      |  |
|                                                                | Robert del Picchia            | Majorité présidentielle (UMP) | 36    | 23,84 | 1      |  |
| Liste du Rassemblement des Français de l'étranger              |                               |                               | 36    | 23,84 | 1      |  |
| André Ferrand                                                  | Majorité présidentielle (UMP) | 27                            | 17,88 | 1     |        |  |
| Pour l'union et la solidarité des Français de l'étranger       |                               | 27                            | 17,88 | 1     |        |  |
|                                                                | Christophe-André Frassa       | Divers droite (UMP)           | 25    | 16,56 | 1      |  |
| Présence française dans le monde                               |                               |                               | 25    | 16,56 | 1      |  |
|                                                                | Dominique Paillé              | Majorité présidentielle (UMP) | 16    | 10,60 | 0      |  |
| Ensemble, une nouvelle énergie pour les Français de l’étranger |                               |                               | 16    | 10,60 | 0      |  |
|                                                                |                               |                               |       |       |        |  |
| Suffrages exprimés                                             | Suffrages exprimés            | Suffrages exprimés            | 151   | 99,34 |        |  |
| Votes blancs et nuls                                           | Votes blancs et nuls          | Votes blancs et nuls          | 1     | 0,66  |        |  |
| Total                                                          | Total                         | Total                         | 152   | 100   | 4      |  |
| Abstention                                                     | Abstention                    | Abstention                    | 1     | 0,65  |        |  |
| Inscrits / participation                                       | Inscrits / participation      | Inscrits / participation      | 153   | 99,35 |        |  |

### Sénateurs élus
| Sénateur | Sénateur                | Parti |
| -------- | ----------------------- | ----- |
|          | Claudine Lepage         | PS    |
|          | Robert del Picchia      | UMP   |
|          | André Ferrand           | UMP   |
|          | Christophe-André Frassa | UMP   |